# 国際溶接学会
国際溶接学会 (英: International Institute of Welding, IIW) は、溶接、ろう付け、および関連技術に関する国際的な科学・工学機関である。学会は世界中の各国の溶接協会で構成されており、1948年に13か国の協会によって設立された。2022年時点で51の加盟国があり、複数の溶接関係組織が共同会員を構成している国もある。事務局本部はイタリア溶接協会（Istituto Italiano della Saldatura、ジェノヴァ）内に置かれている。

## 組織
IIWの総会では学会の方針を定め、会長と理事会のメンバーを選出する。事務局が常設されており、学会の通常業務や他の国際機関との相互連絡を行う。IIW内部には多くの技術委員会とそれに付属する補助委員会があり、それぞれが溶接科学と技術の比較的広い主題を取り扱っている。IIWは、国際標準化機構 (ISO) の技術委員会 TC44 (溶接および関連プロセス) の活動に参加しており、合計で21のISO規格がIIWの元で公開されている。また、国際溶接技術者の資格認証を行っており、ポルトガルに本部のある欧州溶接連盟が業務を担当している‌。

## 出版物
研究所は、国際的な科学と技術に関する専門雑誌である「Welding in the World」を隔月で発行している。